# 國立鳳山高中校友管樂團
鳳山高中校友管樂團 (Feng-Shan Senior High School Alumni's Wind Band)，是以國立鳳山高級中學管樂社的畢業校友為基礎所組成的社區樂團，該團成立於2003年，並於2004年7月13日正式立案。

## 樂團沿革

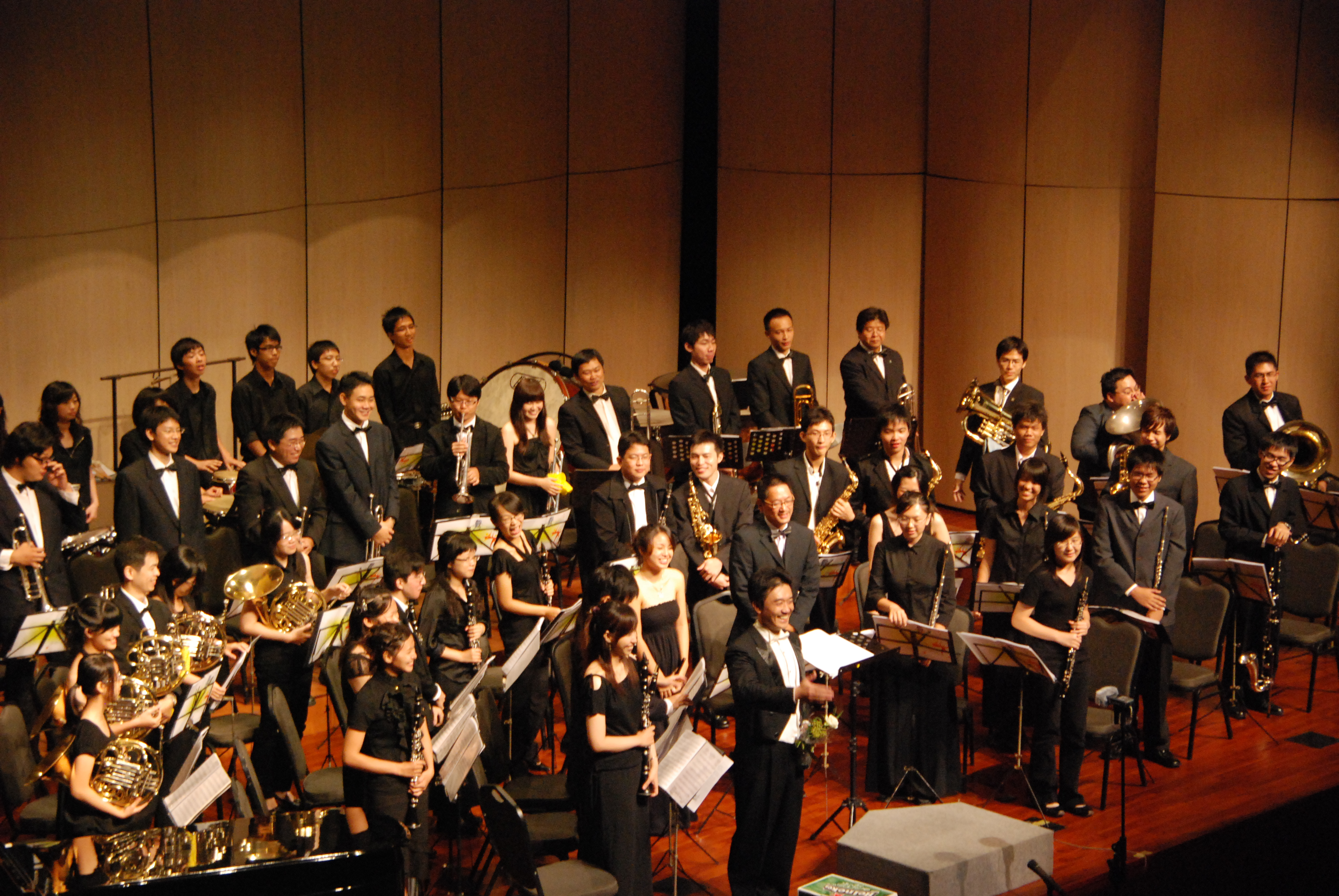
鳳山高中校友管樂團2009年演出

鳳山高中校友管樂團成員大多來自國立鳳山高級中學管樂社的畢業校友。
管樂社為校內活躍的社團之一，前身為該校軍樂隊，成立時間已不可考。平日負責學校典禮配樂以及升旗勤務，代表學校參加全國學生音樂比賽，均獲得佳績。自1990年起，管樂社每年暑假皆於鄰近之高雄縣婦幼青少年館舉行暑期社區音樂會，社團畢業校友於此時返回高中母校聚會並幫忙協助演出。此外管樂社每年寒假皆會舉行社團露營（地點大多於臺南市走馬瀨觀光休閒農場），社團已畢業之學長姐此時都會前往參加指導。管樂社寒暑假的活動構成了校友管樂團成立的契機。
經過多年努力，在創團人朱松偉先生號召下，鳳山高中校友管樂團於2003年七月成立，由朱松偉先生擔任首任團長與首任總幹事，是年八月由陳瑋琮老師指揮，假高雄縣勞工育樂中心舉行首次公演。2004年七月登記立案於高雄縣文化局之下，並在2011年元月因高雄市縣合併改立案於高雄市文化局。

## 樂團現況
鳳山高中校友管樂團目前由梁啟宏先生擔任團長，鄭庭杰先生擔任總幹事，常任指揮是張詠佑老師。
樂團活動時間集中於寒暑假，練習地點為國立鳳山高級中學管樂社社團辦公室（軍訓護理大樓地下室），每年暑期（通常是定在八月）固定舉行年度公演，除了畢業校友，亦歡迎其他喜好音樂的朋友參加。
樂團最近一次的演出是2024年8月24日於高雄市文化中心至德堂舉行的年度公演，演出主題為「Un Nuevo Comienzo — 新·扉」。

## 樂團小故事

### 最後一首安可曲
《Tequila》是鳳山高中校友管樂團不成文的最後一首安可曲，音調極為美妙，亦為國立鳳山高級中學管樂社社歌，是屬於是每屆社員及校友共同的回憶。

這個情況在2007年的演出出現了一次例外。時任團長的朱松偉先生意外過世，因此團員們在演奏完畢最後一首安可曲《Tequila》之後，另外演奏了鄧麗君名曲《再見我的愛人》獻給他們的團長，表達無限的追思與感念。當次演出亦保留了豎笛首席位置，上面擺了一束白色鮮花。

### 可口可樂重奏
2006年演出結束的慶功宴上，一群人拿起了裝了水，準備好心情、調好音的可口可樂玻璃瓶開始吹奏，那天晚上團員們就決定隔年的演出一定要使用這個橋段。因此在2007年演奏會的中場休息時間，「可口可樂八重奏」演出了《桃太郎》與《DO RE MI》，2008年更以「可口可樂十二樂坊」（實際上有13個人），演出了許多膾炙人口的歌曲，還有民謠，演出了《小星星》以及布拉姆斯的《搖籃曲》。
此外可口可樂重奏團亦會加入其他的表演元素，比如說在2009年的中場演出，可口可樂重奏團搭配了武力全開的舞群「Super Juicy」，演出了最樂門的當紅韓國團體Super Junior的《sorry, sorry》，2010年以「可口可樂十八銅人陣」演出名曲「上海灘，2012年演出超級瑪利歐兄弟主題曲，也成了鳳山高中校友管樂團的特色之一。

## 樂團過去演出
| 演出日期   | 指揮           | 演出地點                   | 演出節目標題             |
| 2024.08.24 | Antón Alcalde  | 高雄市文化中心至德堂       | Un Nuevo Comienzo — 新扉 |
| 2019.08.07 | 張詠佑         | 高雄市文化中心至德堂       | 曾經                     |
| 2018.08.20 | 林晉名         | 高雄市文化中心至德堂       | 時之印                   |
| 2017.08.22 | 張詠佑         | 高雄市文化中心至德堂       | 風之翼                   |
| 2016.08.23 | 張詠佑         | 高雄市文化中心至德堂       | 旅人                     |
| 2015.08.10 | 張詠佑         | 高雄市文化中心至德堂       | 天啟                     |
| 2014.08.11 | 張詠佑         | 高雄市文化中心至德堂       | 希望                     |
| 2013.08.15 | 張詠佑         | 高雄市大東文化藝術中心     | 冒險                     |
| 2012.08.07 | 張詠佑         | 高雄市文化中心至德堂       | 流轉-創團十周年音樂會    |
| 2011.08.20 | 張詠佑         | 高雄市鳳山國父紀念館       | 非洲                     |
| 2010.08.20 | 張詠佑         | 高雄縣勞工育樂中心         | 英雄                     |
| 2009.08.22 | 張詠佑         | 高雄市文化中心至善廳       | 舞                       |
| 2008.08.28 | 張詠佑         | 高雄市音樂館               | 水漾                     |
| 2007.08.15 | 孫思齊、張詠佑 | 高雄市文化中心至德堂       | 鳳音II                   |
| 2006.08.10 | 孫思齊         | 高雄市立中正文化中心至善廳 | Travel with Winds        |
| 2005.08.12 | 陳姿蒨         | 高雄市音樂館               | 鳳音                     |
| 2004.08.24 | 田忠義         | 高雄市立中正文化中心至德堂 | 樂夜鳳韻                 |
| 2003.08.11 | 陳瑋琮         | 高雄縣勞工育樂中心         | 夏夜狂響-創團音樂會      |

備註：「高雄市立中正文化中心」於2007年更名為「高雄市文化中心」 （页面存档备份，存于）。

## 過去及現在主要團職人員
第十八屆起（2024年～至今）
| 屆次與年份    | 團長   | 總幹事 | 演出執行     |
| 2025 第十九屆 | 梁啟宏 | 鄭庭   |              |
| 2024 第十八屆 | 梁啟宏 | 楊斯定 | 薛智豪、鄭庭 |

第一屆至第十七屆（2003年～2019年）
| 屆次與年份    | 團長   | 總幹事 | 副總幹事 | 助理指揮               |
| 2019 第十七屆 | 梁啟宏 | 吳亭欣 | 黃莉婷   | 鄭偉恩                 |
| 2018 第十六屆 | 梁啟宏 | 溫冠婷 | 陳長慶   | 鄭偉恩                 |
| 2017 第十五屆 | 梁啟宏 | 陳佩愉 | 段沅宏   | 梁啟宏                 |
| 2016 第十四屆 | 梁啟宏 | 鄭庭   | 王建順   | 梁啟宏                 |
| 2015 第十三屆 | 梁啟宏 | 陳虹璉 | 洪毅任   | 梁啟宏                 |
| 2014 第十二屆 | 梁啟宏 | 洪翊齡 | 黃寶霈   | 梁啟宏                 |
| 2013 第十一屆 | 梁啟宏 | 楊斯定 | 黃世宇   | 梁啟宏                 |
| 2012 第十屆   | 梁啟宏 | 薛智豪 | 黃詠廷   | 梁啟宏                 |
| 2011 第九屆   | 梁啟宏 | 陳敏慧 | 陳思穎   | 梁啟宏                 |
| 2010 第八屆   | 梁啟宏 | 林聰宏 | 張肇元   | 梁啟宏                 |
| 2009 第七屆   | 梁啟宏 | 何俞霈 | 黃鈺婷   | 梁啟宏                 |
| 2008 第六屆   | 廖萬成 | 柯孟竹 | 林尚樺   | 梁啟宏                 |
| 2007 第五屆   | 朱松偉 | 郭薴襄 | 盧咸至   | 梁啟宏                 |
| 2006 第四屆   | 朱松偉 | 陳星澔 | 張一帆   | 朱松偉、梁啟宏         |
| 2005 第三屆   | 朱松偉 | 吳秉晉 | 王力緯   | 朱松偉、張一帆、梁啟宏 |
| 2004 第二屆   | 朱松偉 | 朱松偉 | 劉思妤   | 張一帆、林育伊         |
| 2003 第一屆   | 朱松偉 | 朱松偉 | 鄭偉恩   | 朱松偉、林育伊         |

## 参見
- 國立鳳山高級中學
- 張詠佑

## 外部連結
- 鳳山高中校友管樂團的Facebook專頁
- 鳳山高中校友管樂團的instagram帳戶
- 國立鳳山高級中學2010年8月20日針對管樂社與校友管樂團演出所發的新聞稿 （页面存档备份，存于）
- 行政院文化建設委員會臺灣大百科全書報導 （页面存档备份，存于）